# Wigle Tamboer
Wigle Tamboer (1955) is een Nederlandse voorganger bij een baptistenkerk.
Aanvankelijk legde hij zich toe op een elektronicastudie maar besloot om geloofsredenen over te stappen naar een theologiestudie. Het eerste deel van zijn theologische opleiding volgde hij aan het toenmalige Bijbelinstituut Heverlee in België, waarna hij zijn studie in Israël en aan het Fuller Theological Seminary in de Verenigde Staten voortzette. In 1983 keerde hij naar Nederland terug en richtte in Hoofddorp de baptistengemeente De Meerkerk op. Hij richt zich vooral op de opbouw van zijn kerk en evangelisatie.

## Privé
Wigle Tamboer is getrouwd met een Amerikaanse en heeft drie kinderen.